# 전미분
벡터 미적분학에서 전미분(영어: total derivative)은 다변수 함수의 모든 변수의 변화에 따라 변화하는 행태를 근사하는 양이다. 즉, 전미분은 다변수 함수의 증분의 주요 선형 부분이다. 변수 하나의 변화만을 생각하는 편미분과 달리, 모든 변수의 변화를 더불어 생각한다.

## 정의
유클리드 공간의 연결 열린집합에 정의된 실숫값 함수 {\displaystyle f\colon D\subseteq \mathbb {R} ^{n}\to \mathbb {R} }의 점 {\displaystyle {\boldsymbol {a}}\in D}에서의 전미분 {\displaystyle \mathrm {d} f}는 다음과 같다.
{\displaystyle \mathrm {d} f={\frac {\partial f}{\partial x_{1}}}\mathrm {d} x_{1}+{\frac {\partial f}{\partial x_{2}}}\mathrm {d} x_{2}+\cdots +{\frac {\partial f}{\partial x_{n}}}\mathrm {d} x_{n}}
여기서
- {\displaystyle \mathrm {d} x_{i}}는 변수 {\displaystyle x_{i}}의 증분이다.
- {\displaystyle {\frac {\partial f}{\partial x_{i}}}}는 {\displaystyle f}의 {\displaystyle x_{i}}에 대한 편미분이다.

다만 이는 다음 조건을 만족해야 한다.
{\displaystyle \lim _{\Delta {\boldsymbol {x}}\to 0}{\frac {\Delta f-\mathrm {d} f}{\Delta {\boldsymbol {x}}}}=0}
전미분 {\displaystyle \mathrm {d} f}는 {\displaystyle \mathrm {d} {\boldsymbol {x}}}에 의존한다. 반면 {\displaystyle {\frac {\partial f}{\partial x_{i}}}}는 {\displaystyle \mathrm {d} {\boldsymbol {x}}}에 의존하지 않는다.
만약 {\displaystyle D}의 어떤 점이나 모든 점에서 {\displaystyle f}의 전미분이 존재한다면, 그 어떤 점이나 {\displaystyle D}에서 {\displaystyle f}가 전미분 가능(영어: totally differentiable) 또는 미분 가능하다고 한다.

## 성질
전미분 가능 함수는 다음과 같은 성질을 갖는다.
- 전미분 가능 함수는 항상 연속 함수이다.
- 전미분 가능 함수는 항상 모든 변수에 대해 편미분 가능하다.
- 전미분 가능 함수는 항상 모든 방향에 대해 방향 미분 가능하다.

전미분 가능 함수는 다음과 같이 판정할 수 있다.
- 모든 변수에 대해 편미분 가능하고, 모든 편미분 연속 함수라면, 전미분 가능 함수이다. 이 경우 함수가 연속 미분 가능하다고 한다.

전미분 가능 함수의 성질과 판정은 어떤 점 위에서나 어떤 집합 위에서나 유효하다. 그러나, 이들의 역은 모두 일반적으로 성립하지 않는다. 예를 들어, 모든 변수에 대해 편미분 가능한 함수가 전미분 가능할 필요는 없다.